# 三原恵下谷昆虫園
三原恵下谷昆虫園（みはらえげたにこんちゅうえん）はかつて広島県三原市八坂町に存在した民間経営の昆虫園。

## 概要
1977年（昭和52年）7月開園。目的は昆虫と小動物を通じて子供達の情操教育と理科学習に役立てるため。敷地面積は約14ヘクタール。
開園時期は7月～11月末までの9：30～16：30で、料金は大人・子供ともに250円であった。
現存せず。閉業時期は不詳。

## 園内施設
- 標本館 - チョウ類や甲虫類を中心に約3000程の昆虫が展示されていた。また、約50種類の昆虫が飼育されていた。
- 昆虫の森
- 観察場
- ウサギ放牧場
- キャンプ場
- 水生昆虫、カメの池[1]